# Furiakowate
Furiakowate, furiaki, dymicowate (Furipteridae) – rodzina ssaków z podrzędu mroczkokształtnych (Vespertilioniformes) w obrębie rzędu nietoperzy (Chiroptera).

## Rozmieszczenie geograficzne
Rodzina obejmuje dwa gatunki występujące w Ameryce Południowej.

## Charakterystyka
Długość ciała (bez ogona) 33–47 mm, długość ogona 20–38 mm, długość ucha 12–15 mm, długość tylnej stopy 6–10 mm, długość przedramienia 34–38,5 mm; masa ciała 3–10 g. Nietoperze te są niewielkie, posiadają duże uszy opadające na oczy tak, że zwierzę wygląda na ślepe. Futro jest szare lub szarobrązowe. Zwierzęta są owadożerne, prowadzą nocny tryb życia. Głównym, a być może jedynym, składnikiem ich diety są ćmy i motyle. Nietoperze żyją w grupach składających się z 100-300 osobników, dzień przesypiają w jaskiniach lub budynkach.

## Systematyka
Do rodziny należą dwa rodzaje:
- Amorphochilus W.C.H. Peters, 1877 – dymnica – jedynym przedstawicielem jest Amorphochilus schnablii W.C.H. Peters, 1877 – dymnica motylowa
- Furipterus Bonaparte, 1837 – furiak – jedynym przedstawicielem jest Furipterus horrens (F. Cuvier, 1828) – furiak bezkciukowy.